# Lasha Guruli
Lasha Guruli (n. 27 august 1996, Rustavi, Georgia) este un boxer ce a reprezentat Georgia, medaliat olimpic. A participat la 1 ediție a Jocurilor Olimpice (2024) în care a câștigat 1 medalie de bronz.

## Participări
Lista de mai jos prezintă principalele competiții la care a participat Lasha Guruli de-a lungul carierei.
- Box la Jocurile Olimpice de Vară din 2024 – categoria semiușoară (masculin)